# 達里斯·貝坦斯
達里斯·貝坦斯（1989年9月9日—），拉脫維亞籃球運動員，現在效力於意大利球隊米蘭奧林匹亞籃球俱樂部。他也代表拉脫維亞國家男子籃球隊參賽。